# Giuseppe Sinigaglia
Pour les articles homonymes, voir Sinigaglia.
Giuseppe Sinigaglia est un rameur italien, né le 26 janvier 1884 à Côme et mort le 10 août 1916 au Monte San Michele (it).

## Biographie
Giuseppe Sinigaglia obtient sept médailles continentales : une médaille d'argent en quatre barré aux Championnats d'Europe d'aviron 1906 à Pallanza, une médaille d'argent en deux barré aux Championnats d'Europe d'aviron 1907 à Strasbourg, deux médailles d'or (en skiff et deux de couple) aux Championnats d'Europe d'aviron 1911 à Côme, deux médailles d'argent (en skiff et en huit) aux Championnats d'Europe d'aviron 1912 à Genève, une médaille d'argent en deux de couple et une médaille de bronze en huit aux Championnats d'Europe d'aviron 1913 à Gand.
Il meurt au combat lors de la Première Guerre mondiale, sur le Monte San Michele lors d'une contre-attaque autrichienne.
Un stade de la ville de Côme porte son nom.